# Roullée
Roullée è un comune francese soppresso e frazione del dipartimento della Sarthe nella regione dei Paesi della Loira. Dal 1º gennaio 2015 si è fuso con i comuni di Chassé, La Fresnaye-sur-Chédouet, Montigny, Lignières-la-Carelle, e Saint-Rigomer-des-Bois per formare il nuovo comune di Villeneuve-en-Perseigne.

## Società

### Evoluzione demografica
Abitanti censiti